# Baksteengotiek

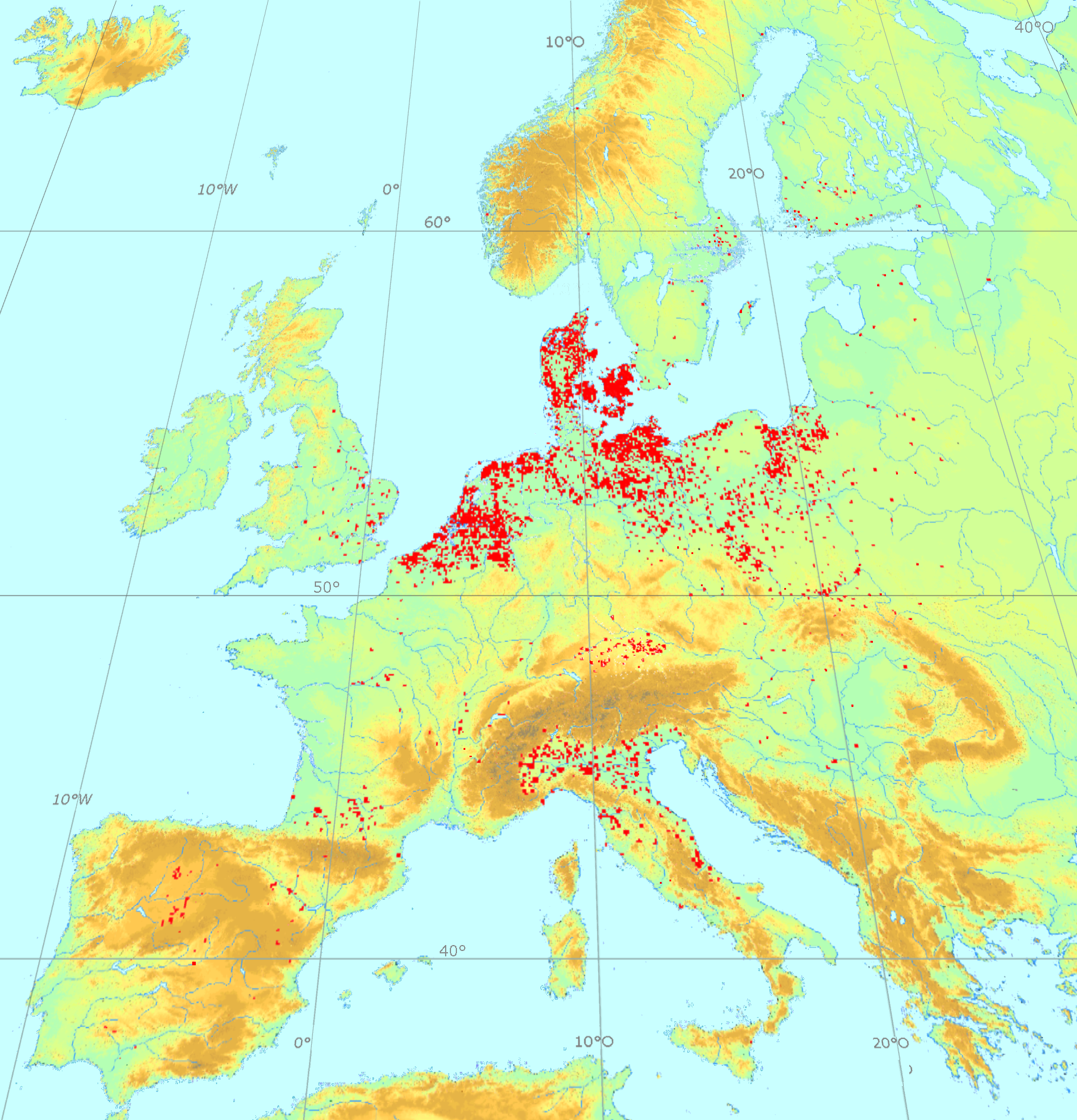
Geografie van de noordelijke baksteengotiek en de zuidelijke gotische baksteenstijlen

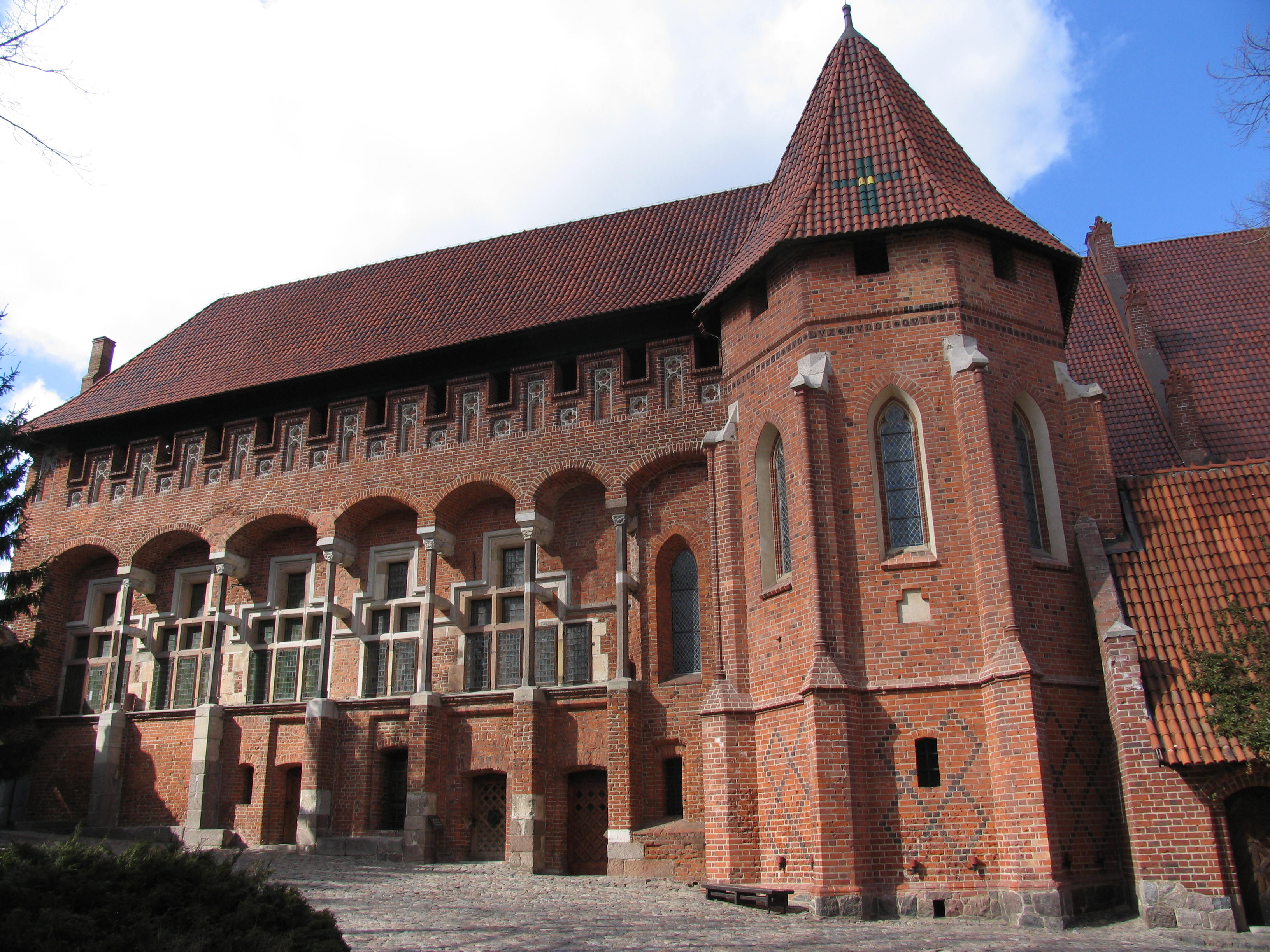
Slot Mariënburg in Polen, het machtscentrum van de Duitse Ordestaat en het grootste gotische gebouw in baksteen

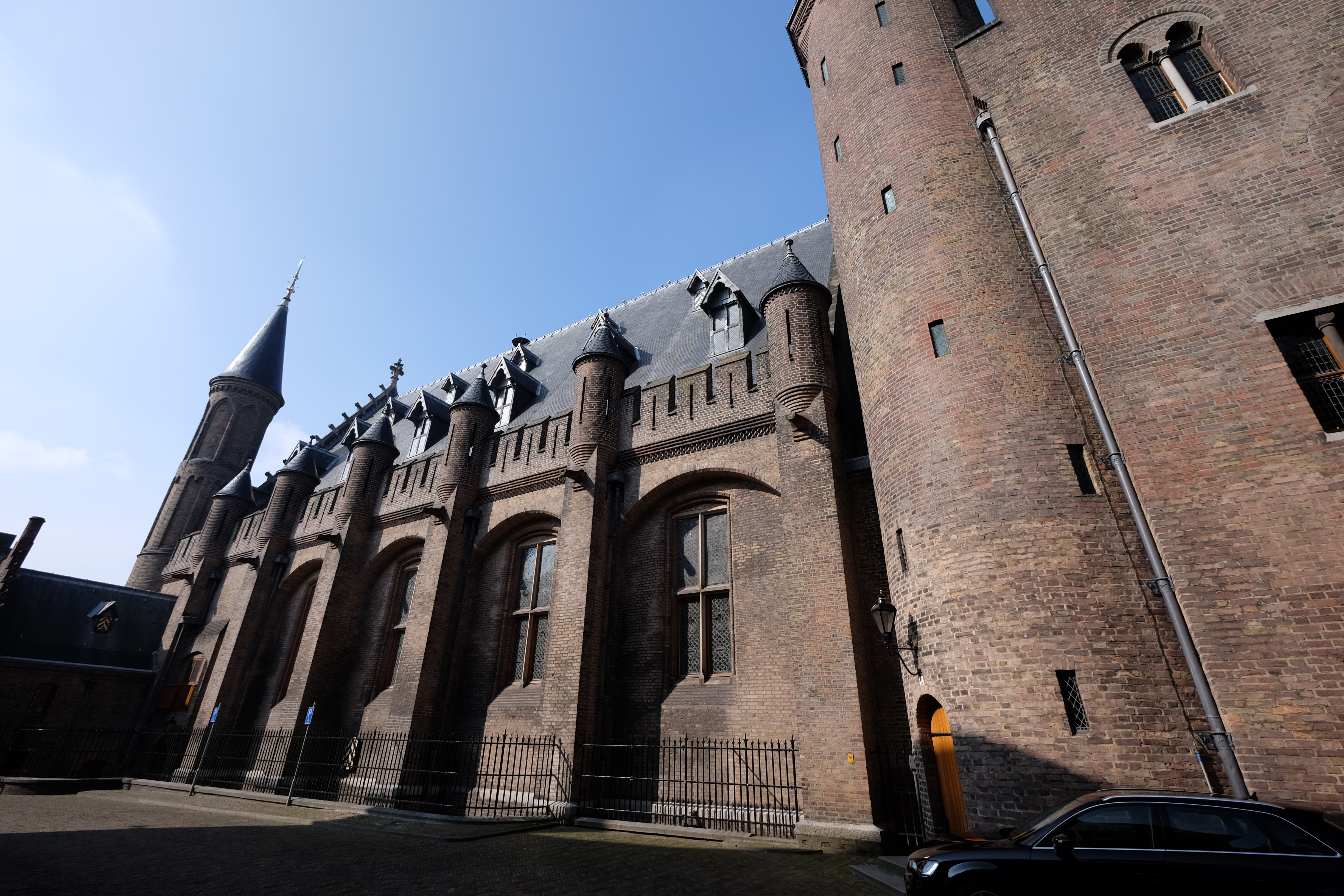
Ridderzaal in het Binnenhof, het machtscentrum van de Graafschap Holland

Baksteengotiek is een stijl binnen de gotische architectuur die zich kenmerkt door:
- het ontbreken van, in vele, maar niet alle gebouwen in alle regio's, architectonische beeldhouwkunst, die in andere gotische stijlen uitbundig aanwezig is.
- veelvuldig toepassing van creatieve indelingen van muren, steenverbanden, opgebouwde ornamenten en afwisseling van steenkleuren en pleisterwerk.

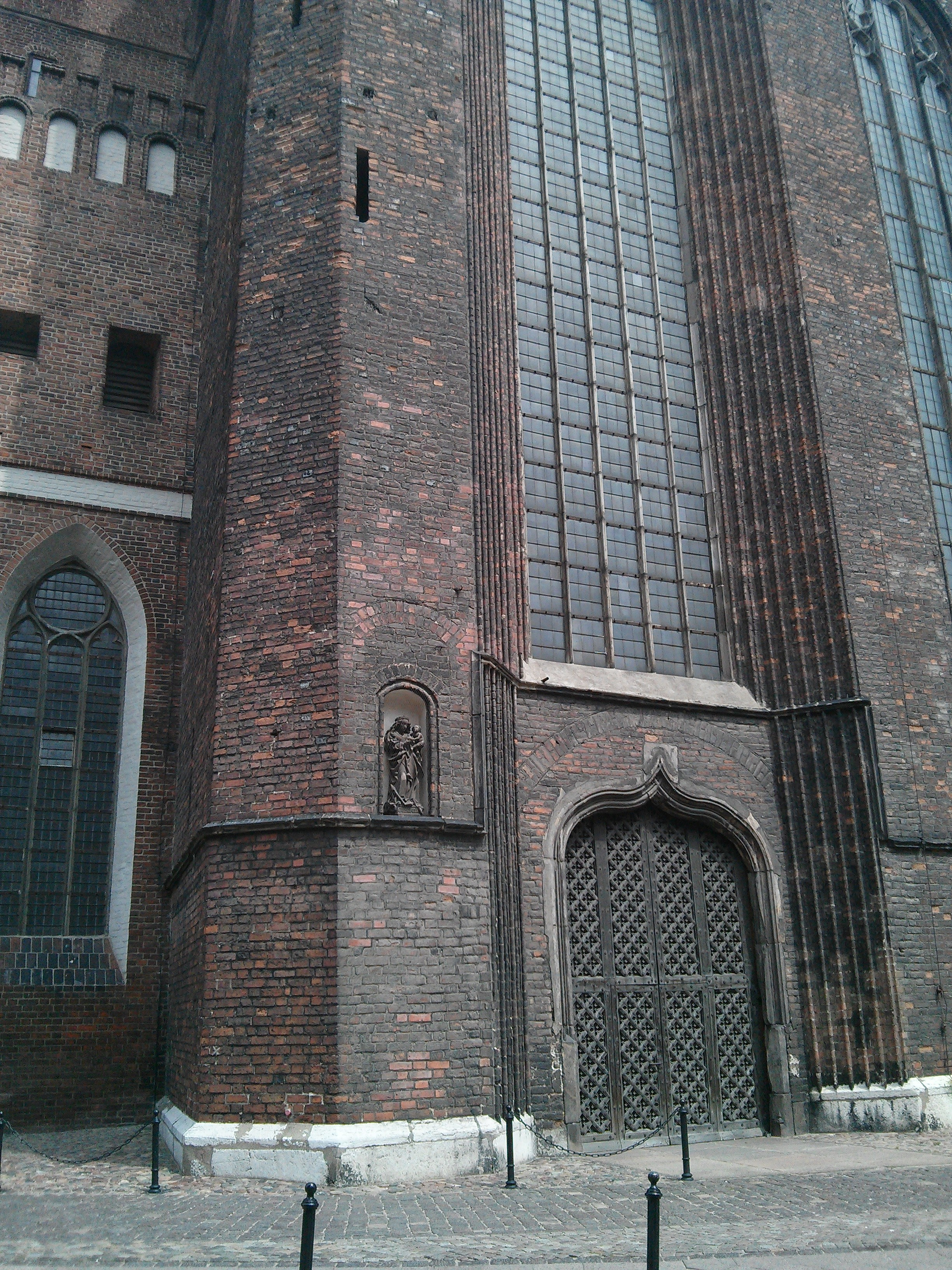
Mariakerk in Gdańsk, een zijpoort met stenen raam, steensculptuur van Maria en het Jezuskind
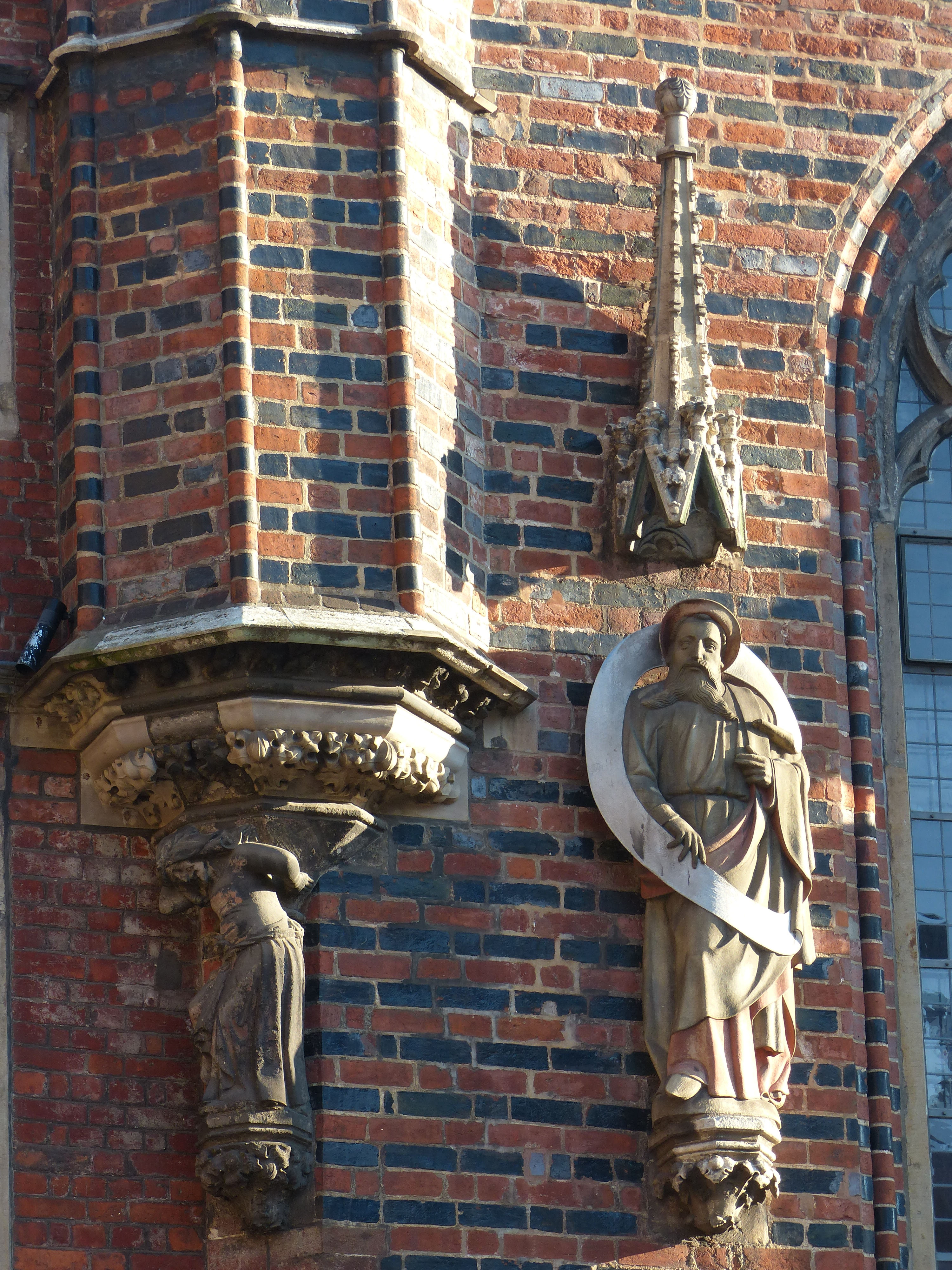
Stadhuis van Bremen, polychroom baksteen en beeldhouwwerken van zandsteen
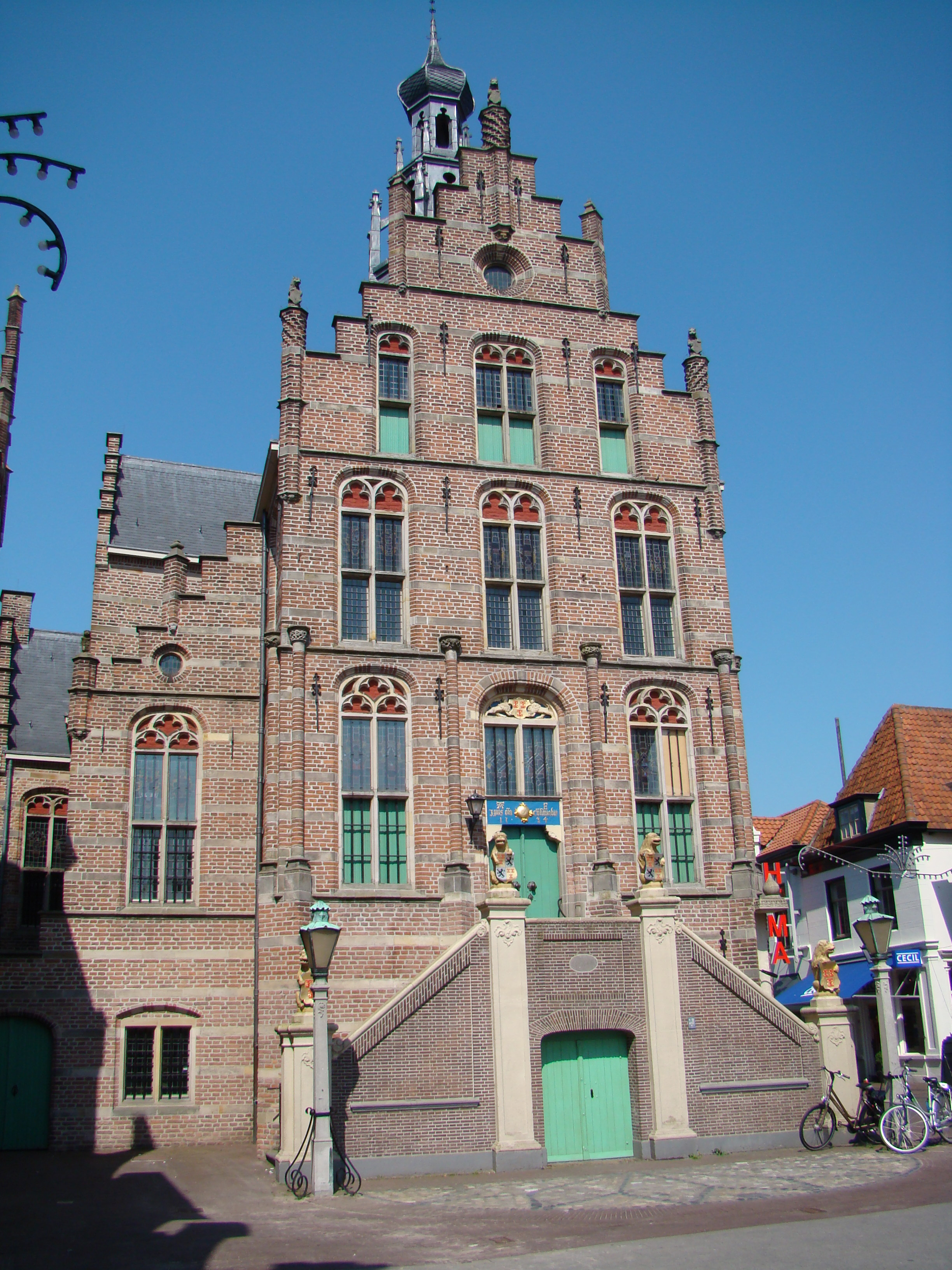
Stadhuis van Culemborg, perfecte combinatie van baksteen en steenhouwwerk

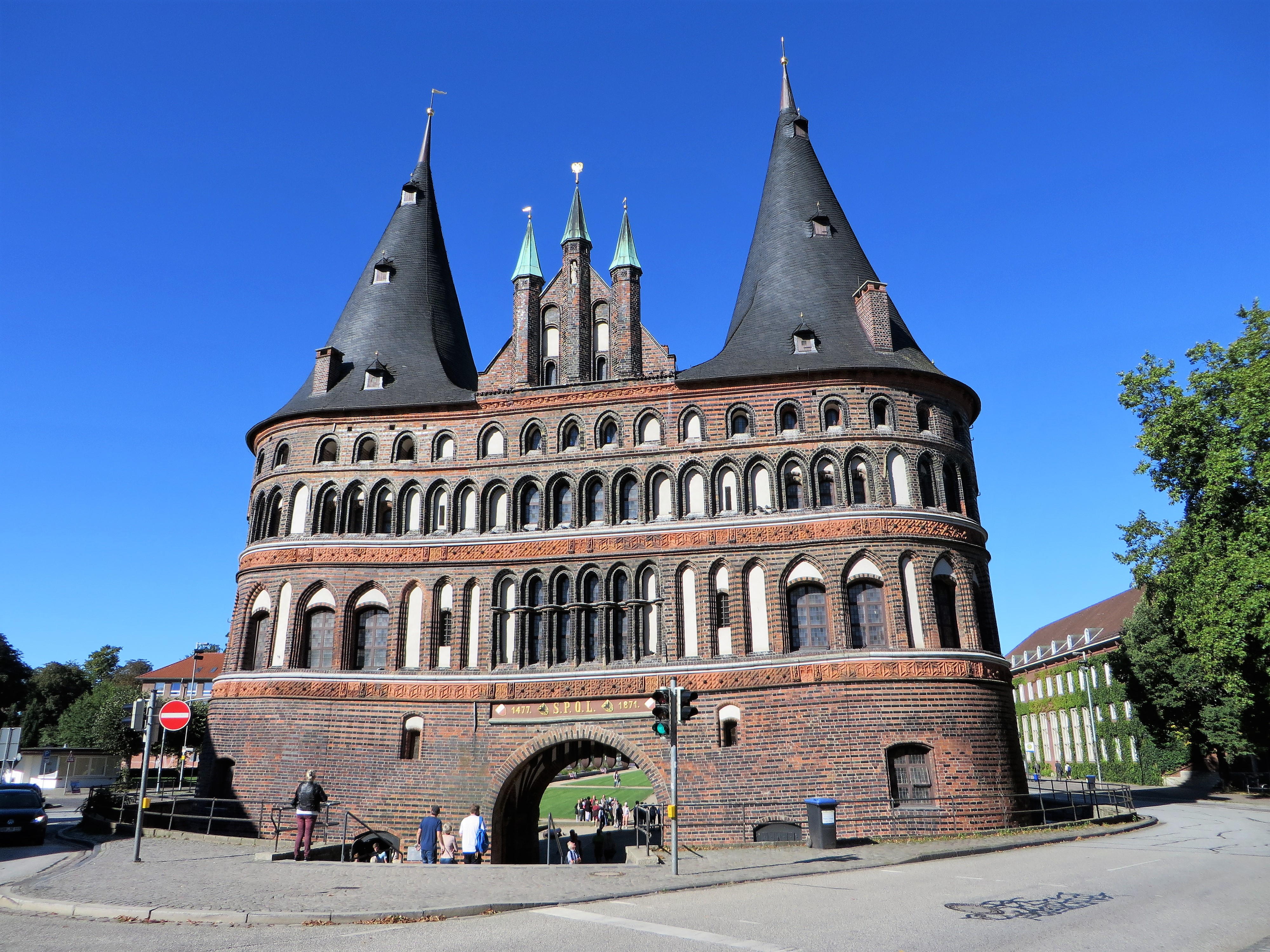
Holstentor in Lübeck

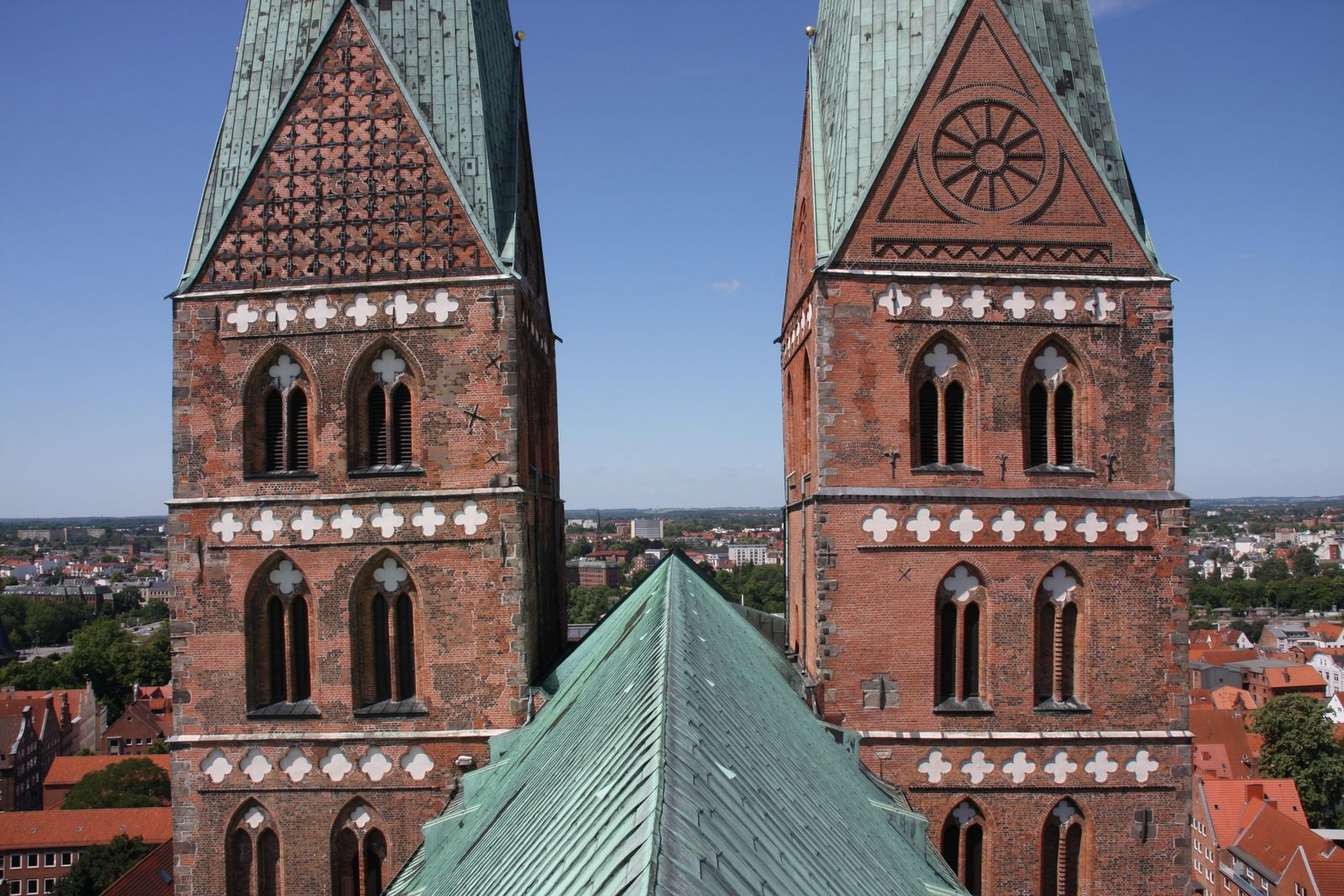
Marienkirche in Lübeck, torens met granietkwaders aan de kanten

De stijl komt veel voor in het noorden van Europa en met name in Noord-Duitsland, de Benelux-landen en de landen aan de Oostzee, waar geen natuurlijke steensoorten voorhanden zijn. De gebouwen zijn opgetrokken uit baksteen. Veel gebouwen in deze stijl zijn te vinden in Denemarken, Finland, Nederland, België , Duitsland, Polen, Litouwen, Letland, Estland, Wit-Rusland, Rusland en Zweden.

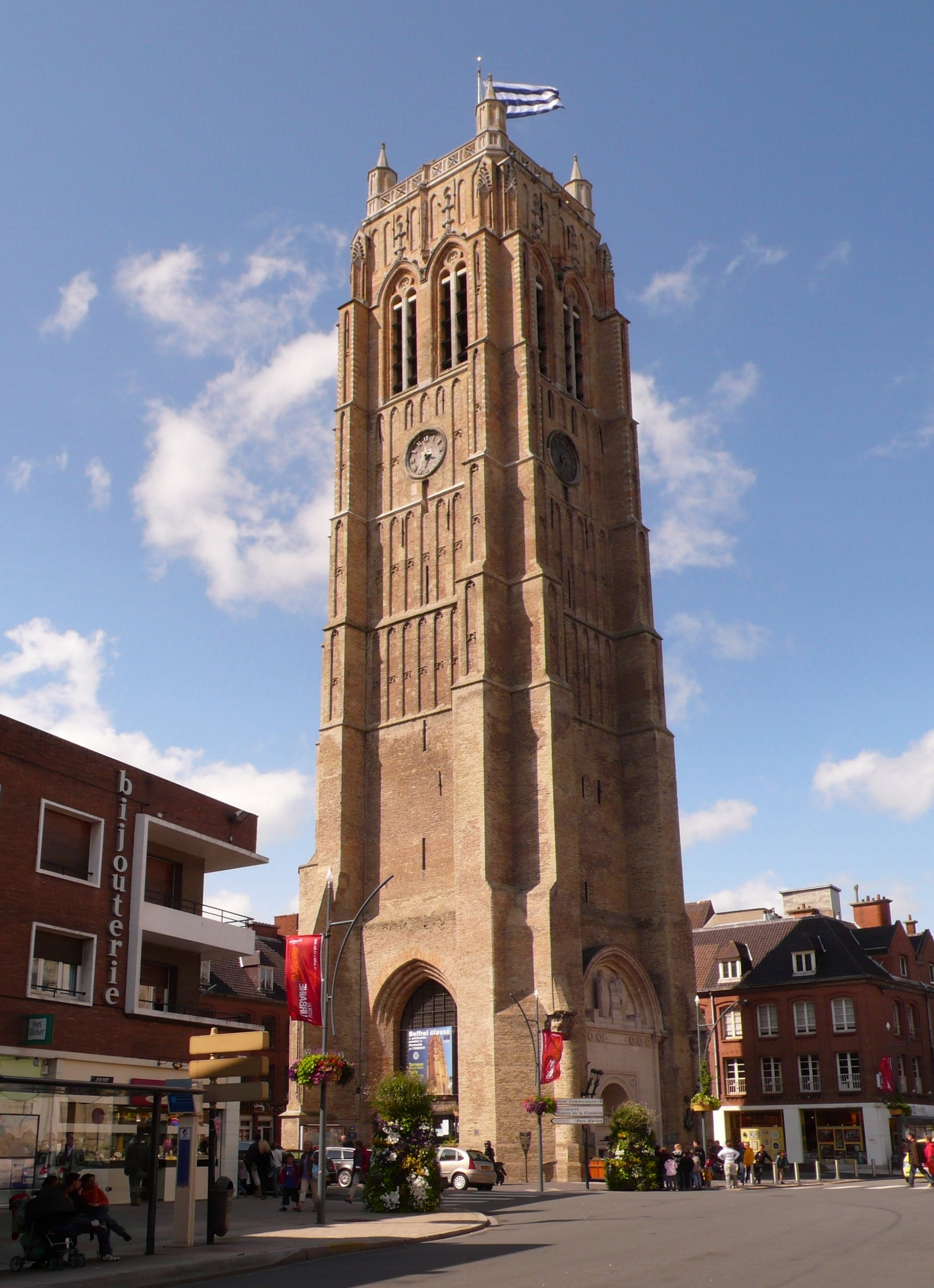
Belfort van Duinkerke in 't Westhoek
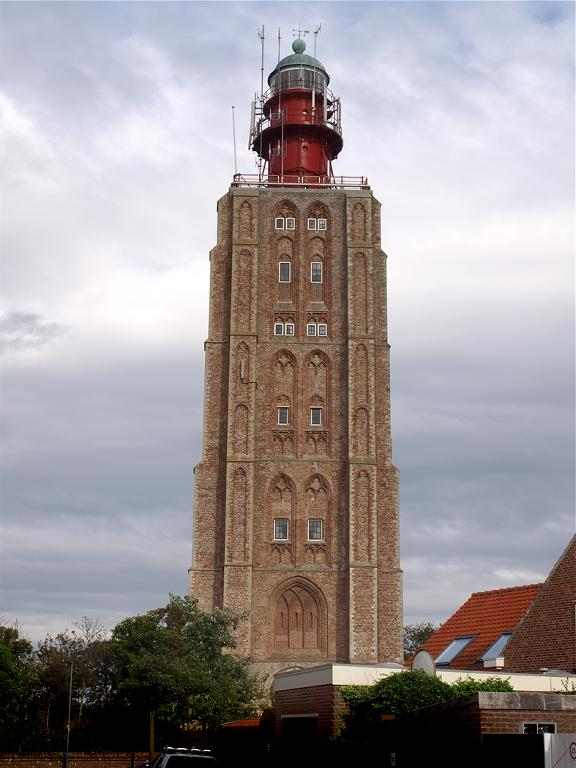
Vuurtoren en voormalige kerktoren Westkapelle Hoog, Zeeland
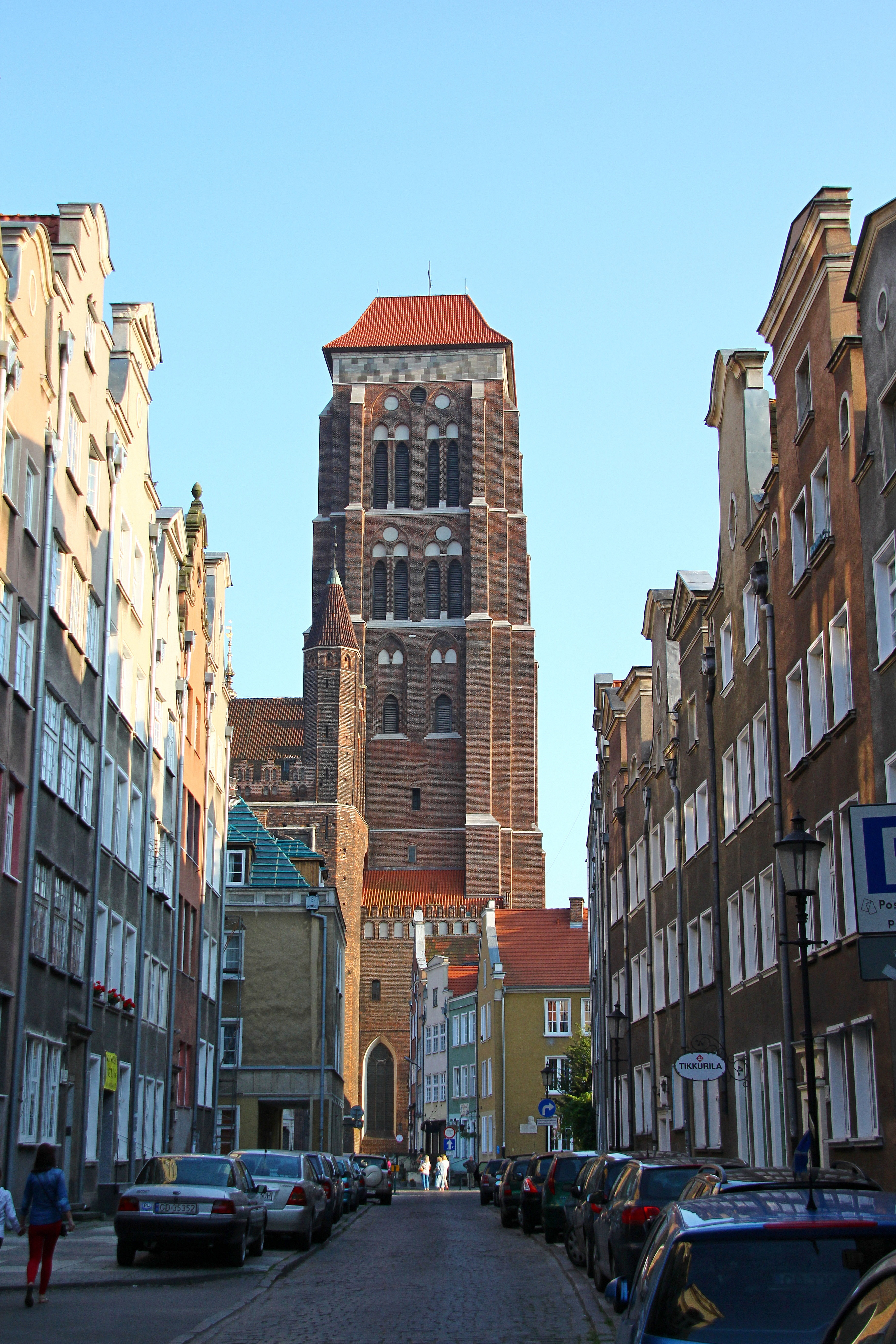
Toren van Mariakerk in Gdańsk, Polen

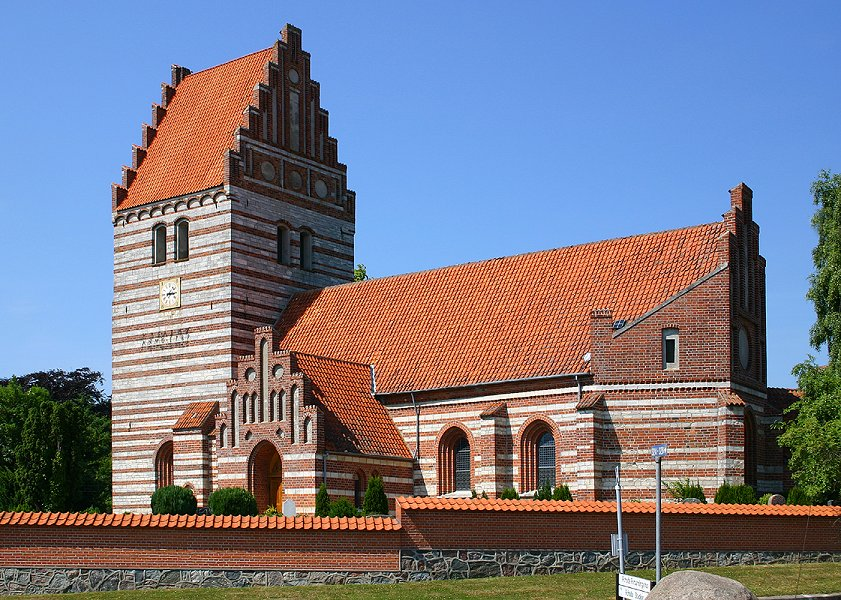
Roholte kirke bij Faxe in het Deense Seeland met speklagen als in de Kempense gotiek

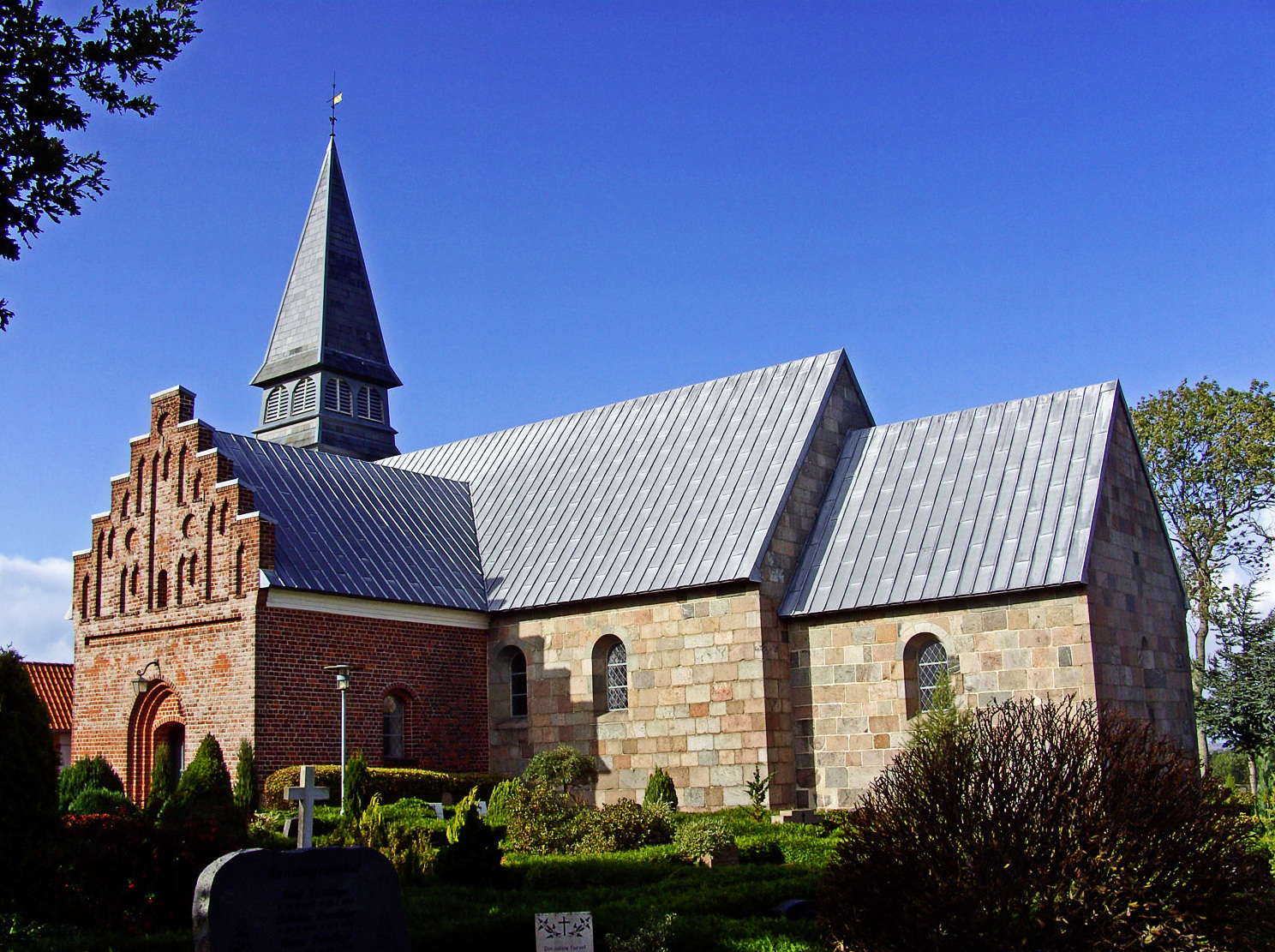
Ørum kirke bij Randers, Midden-Jutland, granietkwaders en baksteen

De gotische baksteengebouwen in Vlaanderen, Nederland en het noordelijke Duitse Rijnland vormen meer dan een kwart van deze noordelijke baksteengotiek. Sommige verschillen van de Noord-Duitse baksteengotiek, andere vrijwel niet. 
Het eerste gebruik van rode baksteen in Noord-Europa dateert van de 12e eeuw. De oudste van deze gebouwen zijn Romaans. In de 16e eeuw werd de baksteengotiek opgevolgd door de baksteenrenaissance.
Veel bewaarde gebouwen en stadscentra zijn opgenomen in de Werelderfgoedlijst van Unesco. Bijvoorbeeld de historische binnenstad van Lübeck, maar ook andere hanzesteden.
Vele dorpskerken met baksteengotische vormgeving in Duitsland en Polen zijn overwegend van veldkeien gebouwd.
Zeer vele Deense dorpskerken hebben een soortgelijke materiaalcombinatie als die in Nederland, het oudste onderdeel, het schip, is Romaans en van steen (in Nederland meestal tufsteen, in Denemarken granietkwaders), de nieuwere, gotische onderdelen zijn van kloostermoppen (Deens:"munkestener").

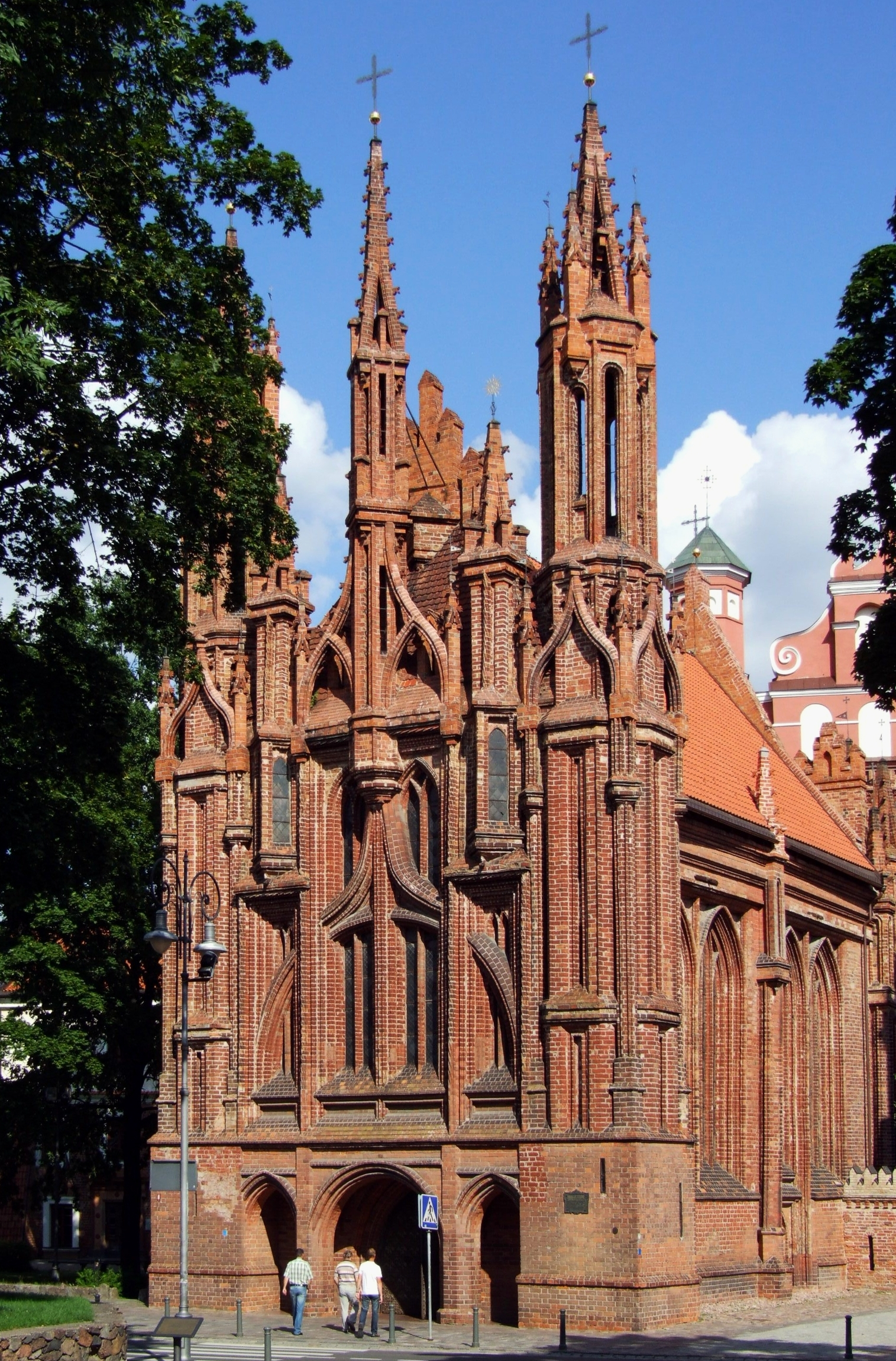
St. Annakerk in Vilnius
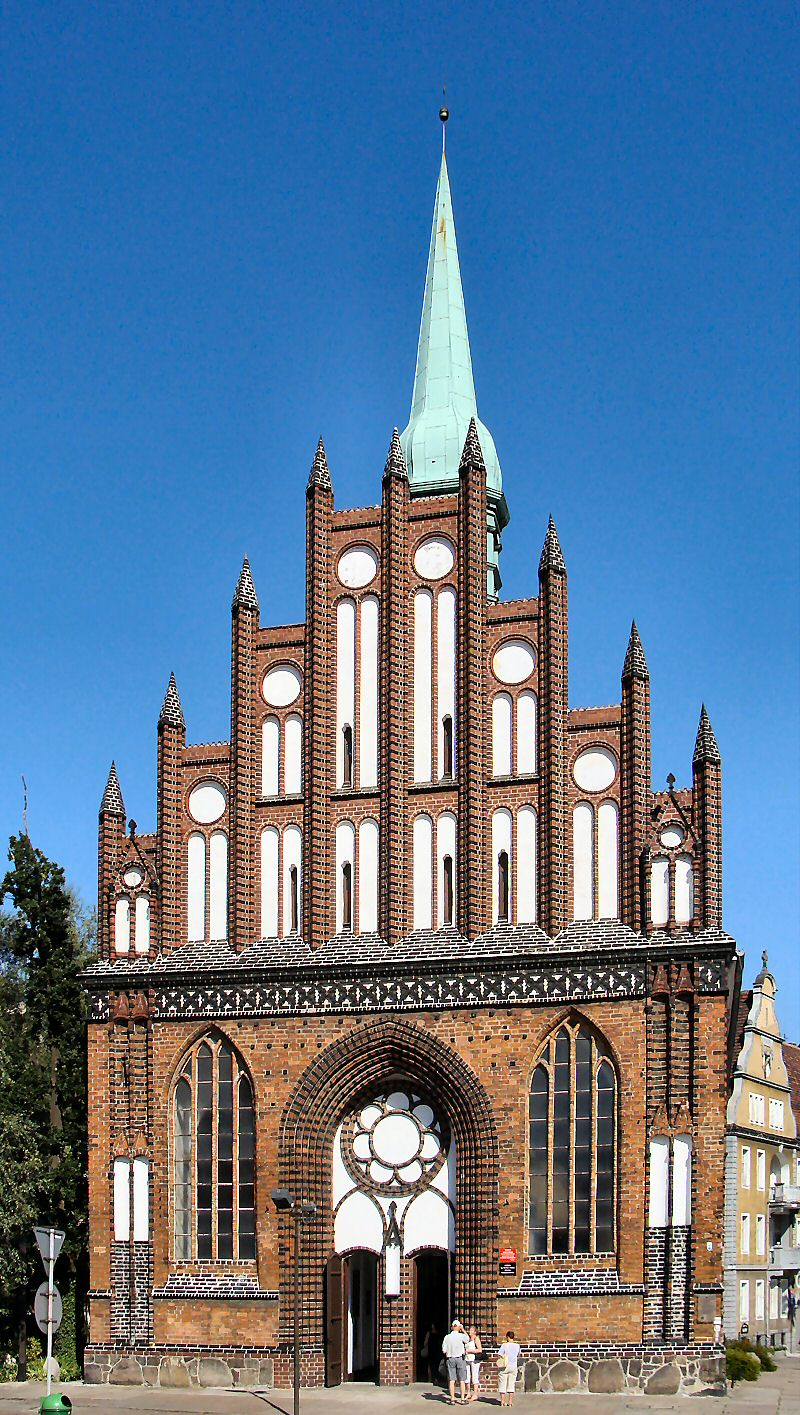
Petrus en Pauluskerk in Szczecin
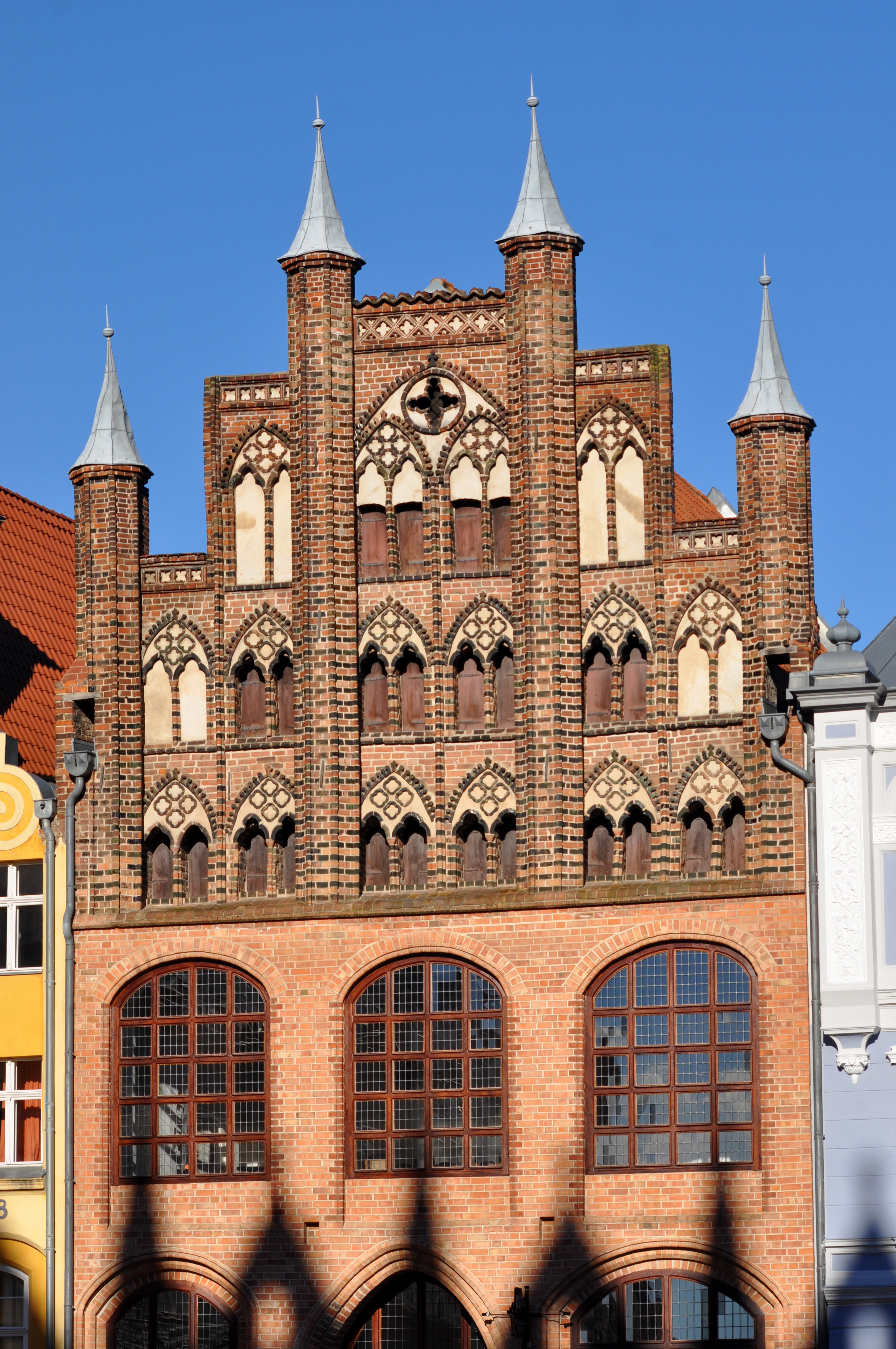
Wulflamhaus in Stralsund
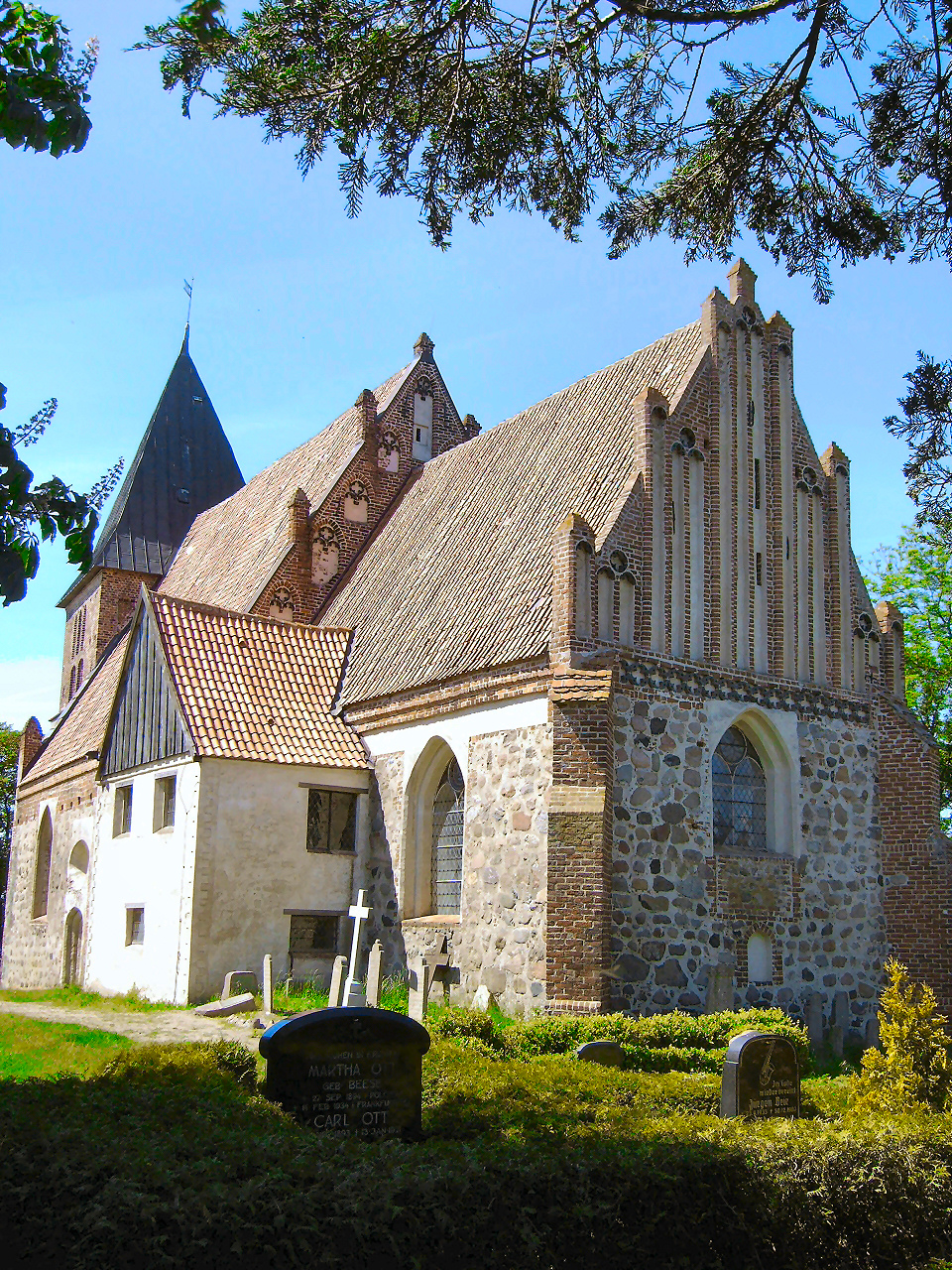
Dorpskerk van Bobbin op Rügen

## Vergelijkbare bouwstijlen
De baksteengotiek in Italië wordt Lombardische gotiek genoemd (Pavia). Het betreft hier een andere stijl dan de Noord-Duitse baksteengotiek.
De stijl van gotische baksteengebouwen in Zuid-Frankrijk verschilt van die in het noorden, en wordt gothique toulousain genoemd (toulousaner gotiek).

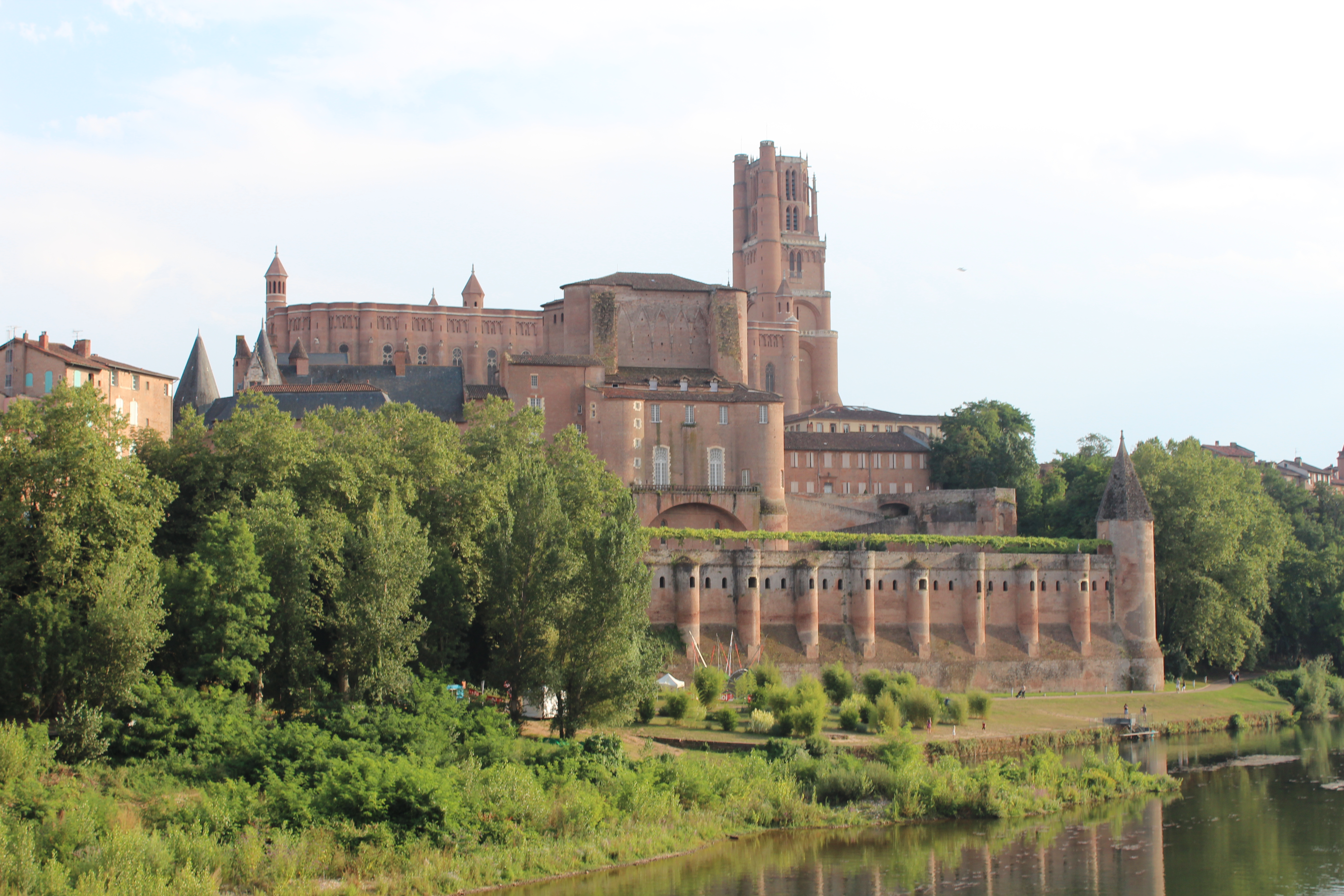
Kathedraal en bisschopspaleis van Albi, Zuid-Frankrijk
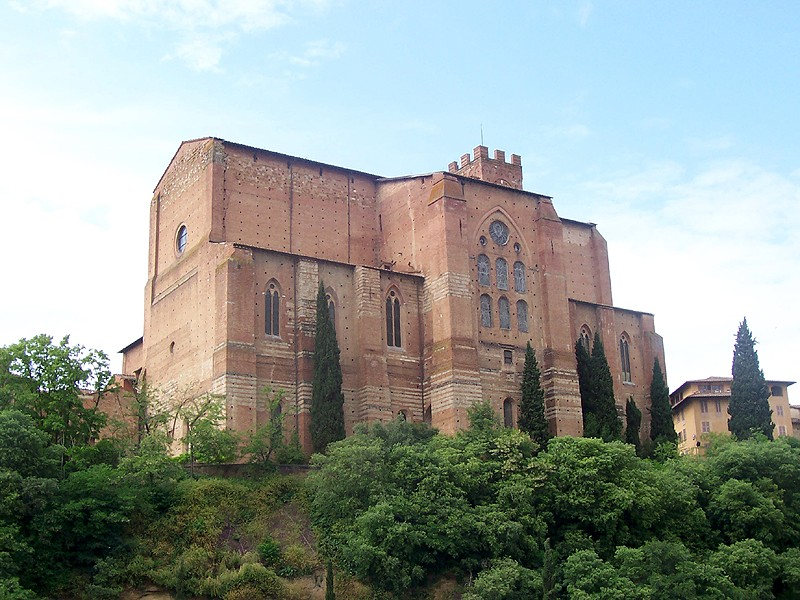
Sint-Domenicusbasiliek in Siena, Toscane, Italië
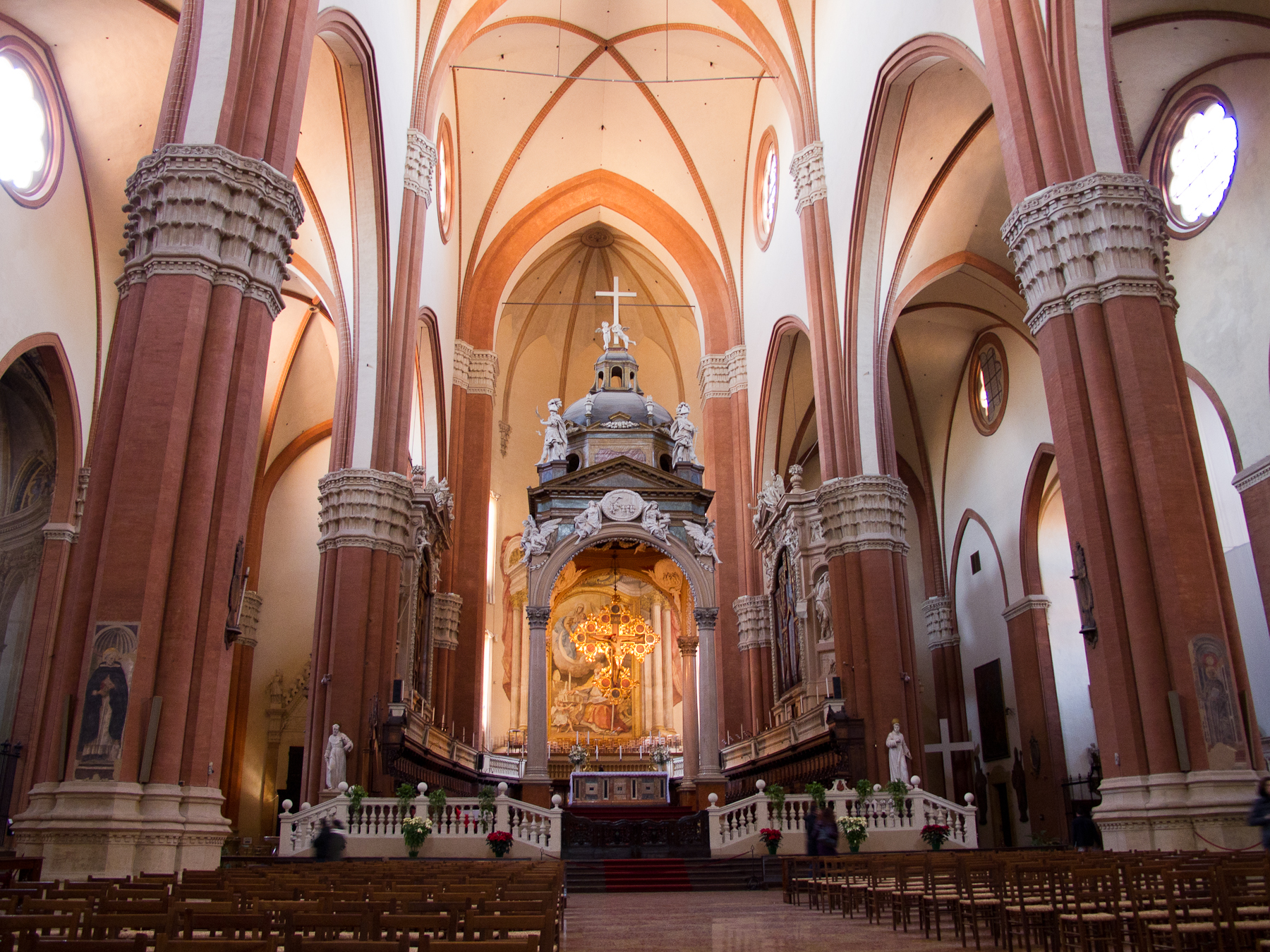
Sint-Petroniusbasiliek in Bologna, de grootste van alle gotische baksteenkerken
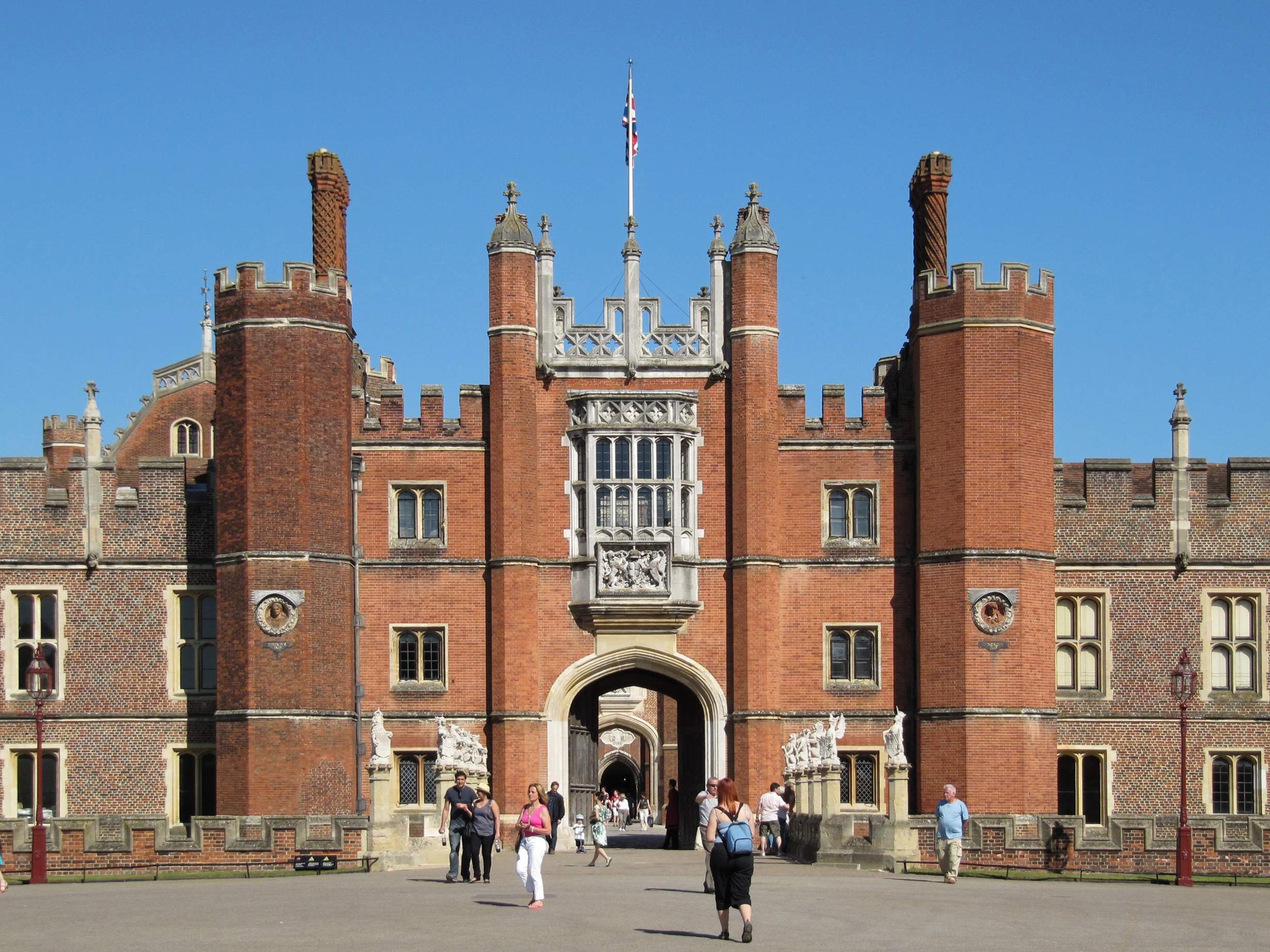
Ingangsgebouw van Hampton Court Palace, Londen

Zeer verschillend van de baksteengotiek in Nederland, Duitsland en de Oostzeelanden zijn de baksteengebouwen in Engelse Tudorstijl.
Op het Iberisch Schiereiland werd ook gebruikgemaakt van baksteen. Hier is echter sprake van de Mudéjar-kunststijl.